# Forever, Michael
Forever, Michael és el quart i últim àlbum de Michael Jackson en solitari amb la Motown Records, però seguirà amb aquesta discogràfica amb els Jackson Five, i a més, la Motown trauria diversos recopilatoris de Michael Jackson durant la seua carrera en aquesta companyia, fins i tot amb cançons inèdites com en el Farewell My Summer Love que va ser gravat en 1973 i es va editar en 1984, després de ja haver eixit l'àlbum més reeixit Thriller i abans que aquest l'Of the Wall, ambdós amb Epic Records.
L'àlbum es va editar en 1975 quan Michael tenia 16 anys, definint el seu gènere musical de R&B i Soul.
"One Day In Your Life" va ser la cançó que major èxit va obtenir, especialment en el Regne Unit que va arribar el nombre 1. També va ser el títol de l'àlbum que la Motown llançaria en 1981 amb a més d'aquesta cançó, altres temes inèdits de Michael en solitari i amb els Jackson Five.
L'àlbum va vendre 1,7 milions de còpies en tot el món, 1 milió d'elles als EUA.

## Llista de temes
1. "We're Almost There" (Holland/Holland)
2. "Take Me Back" (Holland/Holland)
3. "One Day In Your Life" (Armand/Brown)
4. "Cinderella Stay Awhile" (Sutton)
5. "We've Got Forever" (Willensky)
6. "Just a Little Bit of You" (Holland/Holland)
7. "You Are There" (Brown/Meitzenheimer/Yarian)
8. "Dapper Dan"
9. "Dear Michael" (Davis/Willensky)
10. "I'll Come Home to You" (Perren/Yarian)

## Singles
- 1975: We're Almost There
- 1975: Just a Little Bit of You